# Jongen van de straat (lied van Lil' Kleine)
Jongen van de straat is een lied van de Nederlandse rapper Lil' Kleine. Het werd in 2020 als single uitgebracht en stond in hetzelfde jaar als 22e track op het gelijknamige album van de artiest.

## Achtergrond
Jongen van de straat is geschreven door Maphilka Mahaka en Okke Punt en geproduceerd door Jack $hirak. Het lied is een ballade met effecten uit het levenslied. In het lied zingt de zanger over zijn karakter, over het "jongetje van de straat" die nog steeds bij de rapper van binnen te vinden is en over de fouten die Lil' Kleine nog steeds kan maken. Met het lied wilde de artiest de mensen bedanken die ondanks de fouten die hij maakte achter hem bleven staan en hem liefhadden. Deze personen heeft Lil' Kleine uitgenodigd voor de videoclip van het nummer en zijn onder meer Boef, Hef, Josylvio, Idaly, Rotjoch, Bokoesam, Kalibwoy, ADF Samski, Qucee, Danny de Munk en de vader van Lil' Kleine. Op de B-kant van de single is een instrumentale versie van het lied te vinden. De single heeft in Nederland de platina status.

## Hitnoteringen
De artiest had succes met het lied in het Nederlands taalgebied. Het piekte op de tweede plaats van de Nederlandse Single Top 100 en stond 22 weken in deze hitlijst. In de Nederlandse Top 40 kwam het tot de 32e positie en was het vier weken te vinden. De Vlaamse Ultratop 50 werd niet bereikt, maar het kwam tot de negende plaats van de Ultratip 100.